# Andrea Ballerin
Andrea Ballerin (1º febbraio 1989) è un ex sciatore alpino italiano.

## Biografia
Originario di Trento e attivo in gare FIS dall'agosto del 2004, Ballerin ha esordito in Coppa Europa il 19 dicembre 2009 a Madonna di Campiglio in slalom speciale e in Coppa del Mondo il 25 gennaio 2011 a Schladming nella medesima specialità, in entrambi i casi senza completare la gara. In slalom gigante ha ottenuto il primo podio in Coppa Europa, il 23 gennaio 2018 a Folgaria/Lavarone (3º), il miglior piazzamento in Coppa del Mondo, il 19 dicembre dello stesso anno a Saalbach-Hinterglemm (16º), e l'unica vittoria in Coppa Europa, nonché ultimo podio, il 28 febbraio 2019 a Oberjoch. Ha preso per l'ultima volta il via in Coppa del Mondo il 2 marzo 2020 a Hinterstoder nella medesima specialità, senza completare la prova, e si è ritirato dalle competizioni di alto livello durante la stagione 2020-2021, pur continuando da allora a prendere saltuariamente parte a gare FIS fino al definitivo ritiro avvenuto in occasione di uno slalom speciale FIS disputato a Roccaraso il 16 febbraio 2023. Non ha preso parte a rassegne olimpiche o iridate.

## Palmarès

### Coppa del Mondo
- Miglior piazzamento in classifica generale: 116º nel 2016

### Coppa Europa
- Miglior piazzamento in classifica generale: 10º nel 2019
- 5 podi (tutti in slalom gigante):
  - 1 vittoria
  - 1 secondo posto
  - 3 terzi posti

#### Coppa Europa - vittorie
| Data             | Località | Paese    | Specialità |
| ---------------- | -------- | -------- | ---------- |
| 28 febbraio 2019 | Oberjoch | Germania | GS         |

Legenda:

GS = slalom gigante

### Nor-Am Cup
- Miglior piazzamento in classifica generale: 49º nel 2016
- 1 podio:
  - 1 vittoria

#### Nor-Am Cup - vittorie
| Data             | Località | Paese       | Specialità |
| ---------------- | -------- | ----------- | ---------- |
| 26 novembre 2015 | Jackson  | Stati Uniti | SL         |

Legenda:

SL = slalom speciale

### South American Cup
- Miglior piazzamento in classifica generale: 81º nel 2008
- 1 podio:
  - 1 terzo posto

### Campionati italiani
- 1 medaglia:
  - 1 argento (slalom gigante nel 2017)